# Liste der Naturschutzgebiete im Landkreis Saalfeld-Rudolstadt
Im Thüringer Landkreis Saalfeld-Rudolstadt gibt es 16 Naturschutzgebiete.
| Name des Gebietes                        | Bild           | Kennung | WDPA   | Landkreis / Stadt                                  | Beschreibung / Bemerkungen | Standort | Fläche in Hektar | Datum der Verordnung |
| ---------------------------------------- | -------------- | ------- | ------ | -------------------------------------------------- | -------------------------- | -------- | ---------------- | -------------------- |
| Assberg – Hasenleite                     | weitere Bilder | 142     | 14503  | Landkreis Saalfeld-Rudolstadt                      |                            | Position | 581,4            | 1982                 |
| Bohlen                                   | weitere Bilder | 160     | 162484 | Landkreis Saalfeld-Rudolstadt                      |                            | Position | 22,2             | 1938                 |
| Dissau und Steinberg                     | weitere Bilder | 157     | 14499  | Landkreis Saalfeld-Rudolstadt                      |                            | Position | 143,4            | 1961                 |
| Eichberg und Talgrube                    |                | 156     | 318326 | Landkreis Saalfeld-Rudolstadt                      |                            | Position | 20,1             | 1961                 |
| Greifenstein                             | weitere Bilder | 158     | 163316 | Landkreis Saalfeld-Rudolstadt                      |                            | Position | 59,9             | 1961                 |
| Hölltal                                  |                | 139     | 163772 | Landkreis Saalfeld-Rudolstadt                      |                            | Position | 19,4             | 1982                 |
| Ilmwand                                  | weitere Bilder | 182     | 163849 | Landkreis Saalfeld-Rudolstadt                      |                            | Position | 36,3             | 1989                 |
| Meuraer Heide                            |                | 175     | 14501  | Landkreis Saalfeld-Rudolstadt                      |                            | Position | 291,4            | 1981                 |
| Pennewitzer Teiche – Unteres Wohlrosetal | weitere Bilder | 337     | 329571 | Ilm-Kreis, Landkreis Saalfeld-Rudolstadt           |                            | Position | 424,6            | 2004                 |
| Schenkenberg                             | weitere Bilder | 274     | 165380 | Landkreis Saalfeld-Rudolstadt                      |                            | Position | 51,2             | 1996                 |
| Schieferbrüche am Bocksberg              |                | 281     | 165386 | Landkreis Saalfeld-Rudolstadt                      |                            | Position | 60,3             | 1997                 |
| Schwarzatal                              | weitere Bilder | 159     | 14500  | Landkreis Saalfeld-Rudolstadt                      |                            | Position | 615              | 1961                 |
| Staatsbruch                              | weitere Bilder | 285     | 319132 | Landkreis Saalfeld-Rudolstadt                      |                            | Position | 90,6             | 2001                 |
| Uhlstädter Heide                         | weitere Bilder | 176     | 14502  | Landkreis Saalfeld-Rudolstadt, Saale-Orla-Kreis    |                            | Position | 1153,5           | 1981                 |
| Wurmbergwiese                            |                | 116     | 166377 | Landkreis Saalfeld-Rudolstadt                      |                            | Position | 6,4              | 1967                 |
| Wurzelbergfarmde                         |                | 118     | 318468 | Landkreis Saalfeld-Rudolstadt, Landkreis Sonneberg |                            | Position | 238,6            | 1961                 |